# برج فارغان
برج فارغان یک برج مربوط به دوره قاجاریه است و در شمال شهر فارغان، شهرستان حاجی‌آباد، استان هرمزگان واقع شده‌است. این اثر در تاریخ ۲۵ آبان ۱۳۸۴ با شمارهٔ ثبت ۱۳۸۳۲ به‌عنوان یکی از آثار ملی ایران به ثبت رسیده‌است.